# Wrota Tucholskie
Wrota Tucholskie (ukr. Тухольські ворота, Tucholśki worota) – przełęcz w północno-wschodnim obniżeniu skolskim, która jest w Beskidach Skolskich. Położona 1,2 km na północny wschód od miasta Skole. Wysokość to 441 m n.p.m. Przełęcz jest otwarta cały rok. Prowadzi przez nią ważna droga samochodowa М 06 i linia kolejowa Kijów – Czop.